# Gran Premio di superbike di Villicum 2019
Il Gran Premio di superbike di Villicum 2019 è stato la dodicesima prova su tredici del campionato mondiale Superbike 2019, disputato il 12 e 13 ottobre sul circuito San Juan Villicum, in gara 1 ha visto la vittoria di Álvaro Bautista davanti a Jonathan Rea e Toprak Razgatlıoğlu, la gara Superpole è stata vinta da Jonathan Rea davanti a Álvaro Bautista e Toprak Razgatlıoğlu, la gara 2 è stata vinta da Jonathan Rea che ha preceduto Chaz Davies e Toprak Razgatlıoğlu.
La vittoria nella gara valevole per il campionato mondiale Supersport 2019 è stata ottenuta da Jules Cluzel.

## Risultati

### Gara 1
Alcuni piloti non si sono presentati al via della gara 1 a causa di problemi riscontrati sul circuito.

#### Arrivati al traguardo
| Pos. | Nº | Pilota                | Squadra                  | Motocicletta         | Giri | Tempo     | Griglia | Punti |
| ---- | -- | --------------------- | ------------------------ | -------------------- | ---- | --------- | ------- | ----- |
| 1º   | 19 | Álvaro Bautista       | Aruba.it Racing - Ducati | Ducati Panigale V4 R | 21   | 35'38.957 | 1º      | 25    |
| 2º   | 1  | Jonathan Rea          | Kawasaki Racing          | Kawasaki ZX-10RR     | 21   | +1.562    | 3º      | 20    |
| 3º   | 54 | Toprak Razgatlıoğlu   | Turkish Puccetti Racing  | Kawasaki ZX-10RR     | 21   | +3.327    | 4º      | 16    |
| 4º   | 60 | Michael van der Mark  | Pata Yamaha              | Yamaha YZF R1        | 21   | +16.996   | 2º      | 13    |
| 5º   | 22 | Alex Lowes            | Pata Yamaha              | Yamaha YZF R1        | 21   | +22.535   | 5º      | 11    |
| 6º   | 91 | Leon Haslam           | Kawasaki Racing          | Kawasaki ZX-10RR     | 21   | +25.840   | 14º     | 10    |
| 7º   | 66 | Tom Sykes             | BMW Motorrad             | BMW S1000 RR         | 21   | +31.928   | 13º     | 9     |
| 8º   | 81 | Jordi Torres          | Team Pedercini Racing    | Kawasaki ZX-10RR     | 21   | +41.819   | 12º     | 8     |
| 9º   | 36 | Leandro Mercado       | Orelac Racing VerdNatura | Kawasaki ZX-10RR     | 21   | +46.835   | 18º     | 7     |
| 10º  | 52 | Alessandro Delbianco  | Althea Mie Racing        | Honda CBR1000RR      | 21   | +1'03.500 | 8º      | 6     |
| 11º  | 28 | Markus Reiterberger   | BMW Motorrad             | BMW S1000 RR         | 21   | +1'13.699 | 17º     | 5     |
| 12º  | 21 | Michael Ruben Rinaldi | Barni Racing             | Ducati Panigale V4 R | 18   | +3 giri   | 6º      | 4     |

#### Non partiti
| Nº | Pilota           | Squadra                  | Motocicletta         | Griglia |
| -- | ---------------- | ------------------------ | -------------------- | ------- |
| 50 | Eugene Laverty   | Team Goeleven            | Ducati Panigale V4 R | 16º     |
| 33 | Marco Melandri   | GRT Yamaha               | Yamaha YZF R1        | 10º     |
| 23 | Ryūichi Kiyonari | Moriwaki Althea Honda    | Honda CBR1000RR      | 15º     |
| 11 | Sandro Cortese   | GRT Yamaha               | Yamaha YZF R1        | 9º      |
| 7  | Chaz Davies      | Aruba.it Racing - Ducati | Ducati Panigale V4 R | 7º      |
| 2  | Leon Camier      | Moriwaki Althea Honda    | Honda CBR1000RR      | 11º     |

### Gara Superpole

#### Arrivati al traguardo
| Pos. | Nº | Pilota                | Squadra                  | Motocicletta         | Giri | Tempo     | Griglia | Punti |
| ---- | -- | --------------------- | ------------------------ | -------------------- | ---- | --------- | ------- | ----- |
| 1º   | 1  | Jonathan Rea          | Kawasaki Racing          | Kawasaki ZX-10RR     | 10   | 16'23.270 | 3º      | 12    |
| 2º   | 19 | Álvaro Bautista       | Aruba.it Racing - Ducati | Ducati Panigale V4 R | 10   | +2.140    | 1º      | 9     |
| 3º   | 54 | Toprak Razgatlıoğlu   | Turkish Puccetti Racing  | Kawasaki ZX-10RR     | 10   | +3.682    | 4º      | 7     |
| 4º   | 7  | Chaz Davies           | Aruba.it Racing - Ducati | Ducati Panigale V4 R | 10   | +5.549    | 7º      | 6     |
| 5º   | 22 | Alex Lowes            | Pata Yamaha              | Yamaha YZF R1        | 10   | +8.322    | 5º      | 5     |
| 6º   | 60 | Michael van der Mark  | Pata Yamaha              | Yamaha YZF R1        | 10   | +9.478    | 2º      | 4     |
| 7º   | 11 | Sandro Cortese        | GRT Yamaha               | Yamaha YZF R1        | 10   | +11.393   | 9º      | 3     |
| 8º   | 91 | Leon Haslam           | Kawasaki Racing          | Kawasaki ZX-10RR     | 10   | +15.326   | 14º     | 2     |
| 9º   | 66 | Tom Sykes             | BMW Motorrad             | BMW S1000 RR         | 10   | +16.704   | 13º     | 1     |
| 10º  | 36 | Leandro Mercado       | Orelac Racing VerdNatura | Kawasaki ZX-10RR     | 10   | +16.933   | 19º     |       |
| 11º  | 81 | Jordi Torres          | Team Pedercini Racing    | Kawasaki ZX-10RR     | 10   | +19.519   | 12º     |       |
| 12º  | 2  | Leon Camier           | Moriwaki Althea Honda    | Honda CBR1000RR      | 10   | +20.615   | 11º     |       |
| 13º  | 50 | Eugene Laverty        | Team Goeleven            | Ducati Panigale V4 R | 10   | +22.785   | 16º     |       |
| 14º  | 21 | Michael Ruben Rinaldi | Barni Racing             | Ducati Panigale V4 R | 10   | +25.670   | 6º      |       |
| 15º  | 33 | Marco Melandri        | GRT Yamaha               | Yamaha YZF R1        | 10   | +26.558   | 10º     |       |
| 16º  | 52 | Alessandro Delbianco  | Althea Mie Racing        | Honda CBR1000RR      | 10   | +30.148   | 8º      |       |
| 17º  | 28 | Markus Reiterberger   | BMW Motorrad             | BMW S1000 RR         | 10   | +42.116   | 17º     |       |
| 18º  | 23 | Ryūichi Kiyonari      | Moriwaki Althea Honda    | Honda CBR1000RR      | 10   | +42.663   | 15º     |       |

#### Ritirato
| Nº | Pilota    | Squadra                  | Motocicletta  | Giri | Griglia |
| -- | --------- | ------------------------ | ------------- | ---- | ------- |
| 76 | Loris Baz | Ten Kate Racing - Yamaha | Yamaha YZF R1 | 0    | 18º     |

### Gara 2

#### Arrivati al traguardo
| Pos. | Nº | Pilota                | Squadra                  | Motocicletta         | Giri | Tempo     | Griglia | Punti |
| ---- | -- | --------------------- | ------------------------ | -------------------- | ---- | --------- | ------- | ----- |
| 1º   | 1  | Jonathan Rea          | Kawasaki Racing          | Kawasaki ZX-10RR     | 21   | 34'33.478 | 1º      | 25    |
| 2º   | 7  | Chaz Davies           | Aruba.it Racing - Ducati | Ducati Panigale V4 R | 21   | +5.158    | 4º      | 20    |
| 3º   | 54 | Toprak Razgatlıoğlu   | Turkish Puccetti Racing  | Kawasaki ZX-10RR     | 21   | +14.511   | 3º      | 16    |
| 4º   | 60 | Michael van der Mark  | Pata Yamaha              | Yamaha YZF R1        | 21   | +17.046   | 6º      | 13    |
| 5º   | 19 | Álvaro Bautista       | Aruba.it Racing - Ducati | Ducati Panigale V4 R | 21   | +17.771   | 2º      | 11    |
| 6º   | 22 | Alex Lowes            | Pata Yamaha              | Yamaha YZF R1        | 21   | +18.976   | 5º      | 10    |
| 7º   | 50 | Eugene Laverty        | Team Goeleven            | Ducati Panigale V4 R | 21   | +33.901   | 16º     | 9     |
| 8º   | 36 | Leandro Mercado       | Orelac Racing VerdNatura | Kawasaki ZX-10RR     | 21   | +35.233   | 19º     | 8     |
| 9º   | 81 | Jordi Torres          | Team Pedercini Racing    | Kawasaki ZX-10RR     | 21   | +36.783   | 14º     | 7     |
| 10º  | 91 | Leon Haslam           | Kawasaki Racing          | Kawasaki ZX-10RR     | 21   | +37.478   | 8º      | 6     |
| 11º  | 21 | Michael Ruben Rinaldi | Barni Racing             | Ducati Panigale V4 R | 21   | +44.053   | 10º     | 5     |
| 12º  | 76 | Loris Baz             | Ten Kate Racing - Yamaha | Yamaha YZF R1        | 21   | +45.623   | 18º     | 4     |
| 13º  | 2  | Leon Camier           | Moriwaki Althea Honda    | Honda CBR1000RR      | 21   | +51.082   | 13º     | 3     |
| 14º  | 33 | Marco Melandri        | GRT Yamaha               | Yamaha YZF R1        | 21   | +1'06.298 | 12º     | 2     |
| 15º  | 11 | Sandro Cortese        | GRT Yamaha               | Yamaha YZF R1        | 21   | +1'10.768 | 7º      | 1     |
| 16º  | 28 | Markus Reiterberger   | BMW Motorrad             | BMW S1000 RR         | 21   | +1'10.937 | 17º     |       |
| 17º  | 23 | Ryūichi Kiyonari      | Moriwaki Althea Honda    | Honda CBR1000RR      | 21   | +1'12.519 | 15º     |       |

#### Ritirati
| Nº | Pilota               | Squadra           | Motocicletta    | Giri | Griglia |
| -- | -------------------- | ----------------- | --------------- | ---- | ------- |
| 52 | Alessandro Delbianco | Althea Mie Racing | Honda CBR1000RR | 14   | 11º     |
| 66 | Tom Sykes            | BMW Motorrad      | BMW S1000 RR    | 6    | 9º      |

### Supersport

#### Arrivati al traguardo
| Pos. | Nº | Pilota                | Squadra                      | Motocicletta     | Giri | Tempo     | Griglia | Punti |
| ---- | -- | --------------------- | ---------------------------- | ---------------- | ---- | --------- | ------- | ----- |
| 1º   | 16 | Jules Cluzel          | GMT94 Yamaha                 | Yamaha YZF R6    | 19   | 32'45.310 | 3º      | 25    |
| 2º   | 44 | Lucas Mahias          | Kawasaki Puccetti Racing     | Kawasaki ZX-6R   | 19   | +2.406    | 5º      | 20    |
| 3º   | 32 | Isaac Viñales         | Kallio Racing                | Yamaha YZF R6    | 19   | +3.473    | 7º      | 16    |
| 4º   | 94 | Corentin Perolari     | GMT94 Yamaha                 | Yamaha YZF R6    | 19   | +5.700    | 1º      | 13    |
| 5º   | 64 | Federico Caricasulo   | Bardahl Evan Bros.           | Yamaha YZF R6    | 19   | +5.768    | 8º      | 11    |
| 6º   | 3  | Raffaele De Rosa      | MV Agusta Reparto Corse      | MV Agusta F3 675 | 19   | +6.331    | 12º     | 10    |
| 7º   | 21 | Randy Krummenacher    | Bardahl Evan Bros.           | Yamaha YZF R6    | 19   | +7.066    | 6º      | 9     |
| 8º   | 36 | Thomas Gradinger      | Kallio Racing                | Yamaha YZF R6    | 19   | +14.045   | 13º     | 8     |
| 9º   | 11 | Kyle Smith            | Team Pedercini Racing        | Kawasaki ZX-6R   | 19   | +17.035   | 4º      | 7     |
| 10º  | 86 | Ayrton Badovini       | Team Pedercini Racing        | Kawasaki ZX-6R   | 19   | +25.822   | 2º      | 6     |
| 11º  | 56 | Péter Sebestyén       | CIA Landlord Insurance Honda | Honda CBR600RR   | 19   | +30.018   | 10º     | 5     |
| 12º  | 78 | Hikari Ōkubo          | Kawasaki Puccetti Racing     | Kawasaki ZX-6R   | 19   | +30.406   | 11º     | 4     |
| 13º  | 4  | Christian Stange      | Gemar - Ciociaria Corse      | Honda CBR600RR   | 19   | +31.573   | 9º      | 3     |
| 14º  | 84 | Loris Cresson         | Kallio Racing                | Yamaha YZF R6    | 19   | +41.953   | 17º     | 2     |
| 15º  | 38 | Hannes Soomer         | MPM WILSport Racedays        | Honda CBR600RR   | 19   | +48.523   | 14º     | 1     |
| 16º  | 95 | Jules Danilo          | CIA Landlord Insurance Honda | Honda CBR600RR   | 19   | +55.154   | 15º     |       |
| 17º  | 74 | Jaimie van Sikkelerus | MPM WILSport Racedays        | Honda CBR600RR   | 19   | +55.676   | 18º     |       |
| 18º  | 30 | Glenn van Straalen    | EAB Racing                   | Kawasaki ZX-6R   | 19   | +59.314   | 23º     |       |
| 19º  | 31 | Daniel Valle          | MS Racing                    | Yamaha YZF R6    | 19   | +1'00.064 | 16º     |       |
| 20º  | 15 | Alfonso Coppola       | Team Toth                    | Yamaha YZF R6    | 19   | +1'02.950 | 21º     |       |
| 21º  | 47 | Rob Hartog            | Hartog - Against Cancer      | Kawasaki ZX-6R   | 19   | +1'06.204 | 20º     |       |
| 22º  | 20 | Filippo Fuligni       | MV Agusta Reparto Corse      | MV Agusta F3 675 | 19   | +1'11.903 | 19º     |       |
| 23º  | 53 | Gianluca Sconza       | Gemar - Ciociaria Corse      | Honda CBR600RR   | 18   | +1 giro   | 22º     |       |